# Ljudmila Bragina
Ljudmila Ivanovna Bragina (rusko Людмила Ивановна Брагина), ruska atletinja, * 24. julij 1943, Sverdlovsk, Sovjetska zveza.
Bragina je nastopila na poletnih olimpijskih igrah v letih 1972 in 1976 ter leta 1972 osvojila naslov olimpijske prvakinje v teku na 1500 m. Leta 1974 je osvojila srebrno medaljo na evropskem prvenstvu v teku na 3000 m. V obeh disciplinah je postavila sedem svetovnih rekordov. V teku na 1500 m 18. julija 1972 s časom 4:06,9, ki ga je nato še trikrat v nekaj dneh izboljšala, zadnjič 9. septembra 1972 s časom 4:01,38, veljal je do leta 1976. Dvakrat je dosegla svetovni rekord v teku na 3000 m, 7. julija 1974 je dosegla prvi uradno priznani rekord v tej disciplini s časom 8:52,8, veljal je do leta 1975. 7. avgusta 1976 je ponovno prevzela rekord s časom 8:27,2, veljal je do leta 1982. 29. maja 1983 je postavila še svetovni rekord v teku na 10000 m s časom 31:35,01, veljal je do septembra istega leta.